# Arawak jezik
Arawak jezik (arowak, lokono; aravački; ISO 639-3: arw), jezik aravačke porodice kojim govore istoimeni Indijanci Arawak u sjevernim obalnim predjelima Južne Amerike. 
Rasprostranjen je po državama Gvajana (1 500; 2000 J. Forte; od 15 500 etničkih); Surinam (700; 1980., od 2 051 etničkih); Francuska Gijana (150 od 300 etničkih); Venezuela (100; 2002. SIL, od 428 etničkih). 
U Gvajani se govori duž rijeke Corantyne. Pismo: latinica.

## Vanjske poveznice
- Arawak (14th)
- Arawak (15th)